# Hr.Ms. O 20 (1939)
De Hr.Ms. O 20 was een Nederlandse onderzeeboot van de O 19-klasse. De O 20 was de tweede onderzeeboot sinds de M 1 die ingericht was als mijnenlegger. De O 20 stond eerst gepland als K XX, maar tijdens de bouw, door de Rotterdamse scheepswerf Wilton-Fijenoord, werd de onderzeeboot hernoemd tot O 20. Op 3 oktober 1939 vertrok een konvooi naar Nederlands-Indië. Het konvooi bestond uit de O 15, Van Kinsbergen en de O 20. Het konvooi nam de route via het Panamakanaal. Op 29 oktober 1939 arriveerde het konvooi op Curaçao. De O 15 bleef achter op Curaçao en de O 20 voer verder naar Nederlands-Indië.